# Sejfulla Myftari
Sejfulla Myftari pseud. Cekja (ur. 25 lutego 1952 w Skraparze) – albański aktor estradowy i filmowy, satyryk.

## Życiorys
W młodości związał się z amatorskim ruchem teatralnym. Ukończył studia na wydziale aktorskim Instytutu Sztuk w Tiranie. Pracował w początkowo w teatrze zawodowym w Beracie, a następnie na scenie stołecznego Teatru Varietes, gdzie występuje w programach satyrycznych. Na dużym ekranie zadebiutował w 1992 niewielką rolą w filmie Gjuetia e fundit. Zagrał 8 ról w albańskich filmach fabularnych. Uhonorowany tytułami Zasłużonego Artysty (Artist i Merituar) oraz Wielkiego Mistrza (Mjeshter i Madh).
W lutym 2023 uległ wypadkowi samochodowemu w czasie pobytu we Włoszech. Został uhonorowany tytułem Honorowego Obywatela Beratu

## Role filmowe
- 1992: Gjuetia e fundit
- 1994: Nekrologji jako służący
- 1995: Fundi i marrëzisë jako Filip
- 1995: Pushime ne Rome
- 1996: Gjithe fajet i ka paraja jako Zeqo Pilafi
- 1997: Dashuri me krizma jako Muço
- 1999: Borxhliu jako Zafir
- 2000: Nje baba teper jako Lluka
- 2002: Pesha e gruas sime
- 2005: Trapi i vjetër
- 2009: Para nga qielli jako Kilja
- 2024: Dy gisht mjaltë 2